# Mainling
Mainling Dzong, Chinees: Mainling Xian is een arrondissement in de prefectuur Nyingtri in de Tibetaanse Autonome Regio, China.

## Demografie
In 1999 telde het arrondissement 17.347 inwoners. Het arrondissement is de thuisregio voor de etnische groep Lhoba.

## Geografie en klimaat
Mainling ligt in het centraal-westen van de prefectuur Nyingtri, in het middenbereik van de rivier Yarlung Tsangpo en tussen de bergen van de Nyainqentanglha en de Himalaya.
Het heeft een oppervlakte van 9.741 km². De gemiddelde hoogte is 3700 meter. De gemiddelde jaarlijkse temperatuur is 8,2 °C en jaarlijks valt er gemiddeld 641 mm neerslag.

## Economie
In Mainling wordt goud, pleister, kalksteen, chroom en ijzer en andere mineralen gewonnen.
De belangrijkste tak van de economie is landbouw en houtkap. De belangrijkste houtsoorten zijn zilverspar, spar, pijnboom, eik en cipres. Het jaarlijkse totale volume hout was in de jaren 2000 40 miljoen kubieke meter.
De fruitsoorten die in deze regio veel voorkomen zijn appels, nashi-peren, walnoten en perziken.